# Grevillea polyacida
Grevillea polyacida är en tvåhjärtbladig växtart som beskrevs av Mcgill.. Grevillea polyacida ingår i släktet Grevillea och familjen Proteaceae. Inga underarter finns listade i Catalogue of Life.